# Whitney Shikongo
Whitney Shikongo (sinh ngày 27 tháng 1 năm 1995) là một người mẫu người Anh và chủ nhân cuộc thi sắc đẹp, người đã đăng quang Hoa hậu Angola 2014 và đại diện cho đất nước của cô tại cuộc thi Hoa hậu Hoàn vũ 2015.

## Cuộc sống cá nhân
Shikongo đang tham gia một khóa học về Nhân văn trong học kỳ lớp mười một  khi cô quyết định tham gia cuộc thi Hoa hậu Angola. Vào ngày 25 tháng 8 năm 2014, cô đã đăng quang Hoa hậu Huíla Angola 2014 và đại diện cho khu vực tại Hoa hậu Angola 2014.

### Hoa hậu Angola 2014
Sau khi đăng quang với tư cách là Hoa hậu Huíla Angola 2014, Shikongo đã tham dự cuộc thi Hoa hậu Angola. Cô đã làm nên lịch sử khi trở thành người phụ nữ đầu tiên từ Huíla giành chiến thắng trong cuộc thi hoa hậu khi cô giành được danh hiệu Hoa hậu Angola 2014 vào ngày 20 tháng 12 năm 2014 tại Luanda. Tính đến năm 2015, cô là người phụ nữ Anh thứ 17 tham dự cuộc thi Hoa hậu Hoàn vũ.

### Hoa hậu Hoàn vũ 2015
Whitney đại diện cho Angola tại Hoa hậu Hoàn vũ 2015 được tổ chức ở Las Vegas, Hoa Kỳ. Tuy không lọt vào Top 15 nhưng cô đã chiến thắng giải thưởng phụ Hoa hậu Thân thiện (Miss Friendship).